# Thomas Fairfax

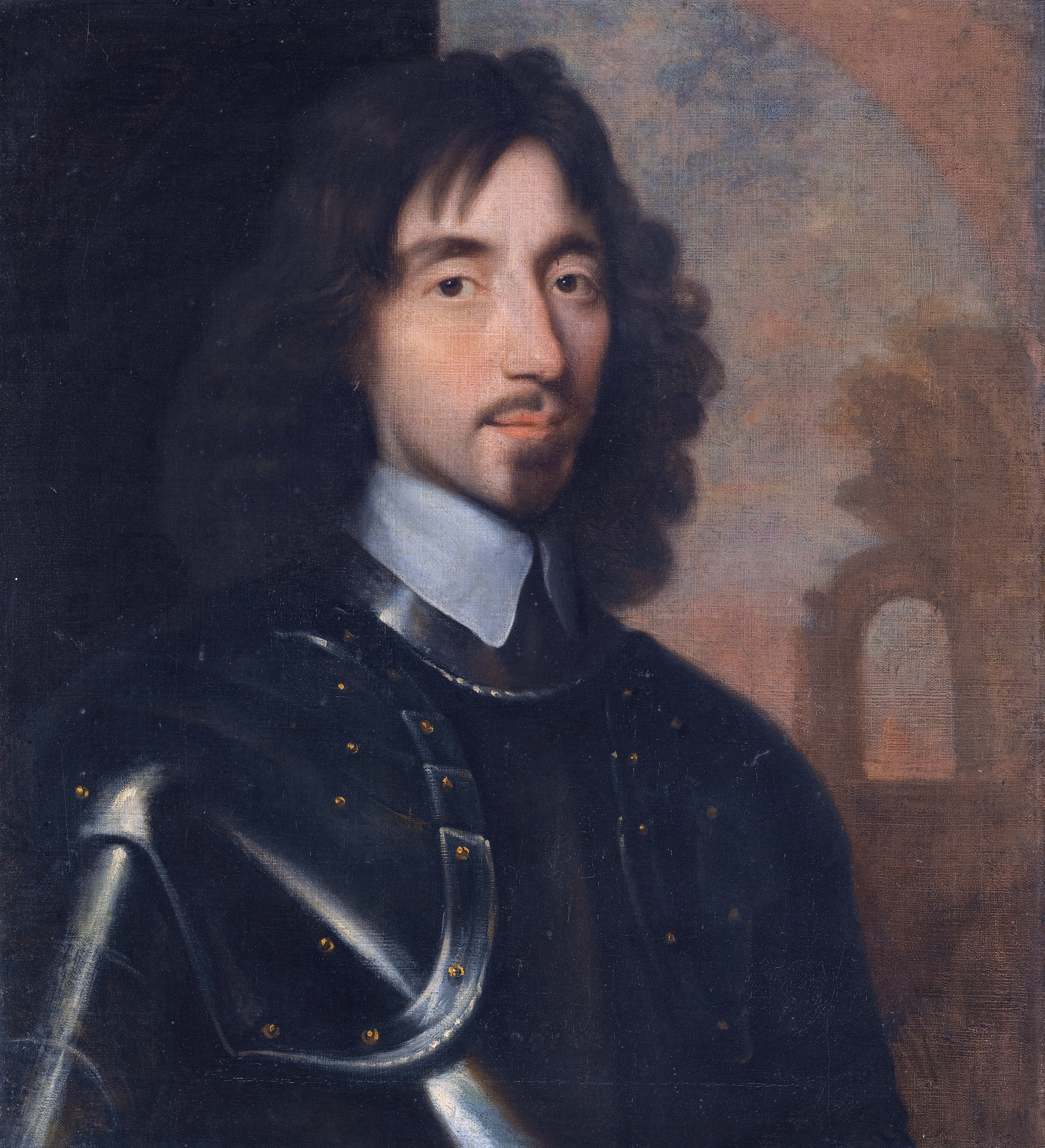
Thomas Fairfax

Thomas Fairfax (17 januari 1612 - 12 november 1671) was een van de belangrijkste militaire leiders in de Engelse Burgeroorlog.
Thomas Fairfax studeerde in Cambridge en werd voor zijn militaire opleiding naar de Nederlanden gezonden. Daar diende hij onder de Engelse commandant Horace Vere en trouwde diens dochter Anne.
Terug in Engeland diende hij onder zijn vader die commandant was van het leger in Yorkshire. In 1640 werd Thomas tot ridder geslagen. Bij het uitbreken van de burgeroorlog kozen vader Fairfax en zijn zonen de kant van het parlement. In juli 1644 had Thomas als aanvoerder van de ruiterij een groot aandeel in de overwinning in de Slag bij Marston Moor, waarbij hij wel gewond raakte.
In 1645 vond een belangrijke hervorming plaats van de parlementaire strijdkrachten. Parlementsleden mochten geen bevel meer voeren, en enkele belangrijke aanvoerders moesten hun bevel neerleggen. De verscheidene legers werden samengevoegd in het New Model Army, en Thomas Fairfax werd opperbevelhebber met de titel "Lord General". Lagerhuislid Oliver Cromwell werd tweede in bevel als luitenant-generaal.
Fairfax leidde een veldtocht in het westen, waar de koning nog over sterke posities beschikte. Een voor een nam hij die in, en ten slotte verliet Karel zijn laatste garnizoen in Oxford en stelde zich onder bescherming van Schotse troepen.
In januari 1647 droegen de Schotten de koning bij Nottingham over aan de Lord General. Fairfax behandelde de vorst met eerbied, maar bracht hem naar een door het parlement aangewezen verblijfplaats. In de volgende jaren namen de spanningen toe tussen leger en parlement, onder meer door achterstanden in de betaling van de traktementen. Fairfax steunde zijn soldaten en trad niet op tegen de zuivering van het parlement op 6 december 1648 door kolonel Pride. Zo ontstond het 'rompparlement', dat enkele weken later de koning ter dood liet brengen. De opperbevelhebber weigerde aan de terechtstelling mee te werken.
Deze gebeurtenis leidde uiteindelijk tot een breuk tussen Fairfax en Cromwell. Toen de Schotten namelijk de kroonprins Karel II uitriepen tot koning, droeg het parlement het leger op om Schotland binnen te vallen. Fairfax weigerde en werd door de Raad van State van het bevel ontheven. Hij trok zich terug op zijn landgoed.
Tien jaar later speelde hij nog een belangrijke rol bij het herstel van het Huis Stuart. Toen George Monck in 1660 vanuit Schotland de Tweed overtrok, deed hij een beroep op Thomas Fairfax. Deze sloot zich bij hem aan, waarop honderden soldaten en officieren uit het kamp van Richard Cromwell overliepen. Het Lange parlement, dat in Londen weer bijeenkwam, stuurde Fairfax aan het hoofd van een missie naar Den Haag, om Karel II uit te nodigen als koning terug te keren naar Engeland. Bij zijn intocht in Londen bereed de koning een paard van Fairfax.